# Rozložná
Rozložná je obec na Slovensku v okrese Rožňava. V obci žije 217 obyvatel.

## Kultura a zajímavosti

### Památky
- Evangelický kostel, jednolodní klasicistní stavba se segmentovým ukončením presbytáře a představenou věží z let 1796 – 1801. V interiéru se nachází dřevěný polychromovaný pozdně barokní oltář, sloupová architektura z konce 18. století. Kazatelna a křtitelnice pocházejí z druhé poloviny 18. století. Fasády kostela jsou členěny lizénami a půlkruhově ukončenými okny se šambránami. Věž je horizontálně členěna kordonovou římsou a ukončena korunní římsou s terčíkem a obrubovou helmicí.

- Evangelická fara, rodný dům Júlia Botta, jednopodlažní klasicistní bloková stavba s valbovou střechou z konce 18. století. Přestavěna byla v 19. století. Na fasádě je umístěna pamětní tabule historika.

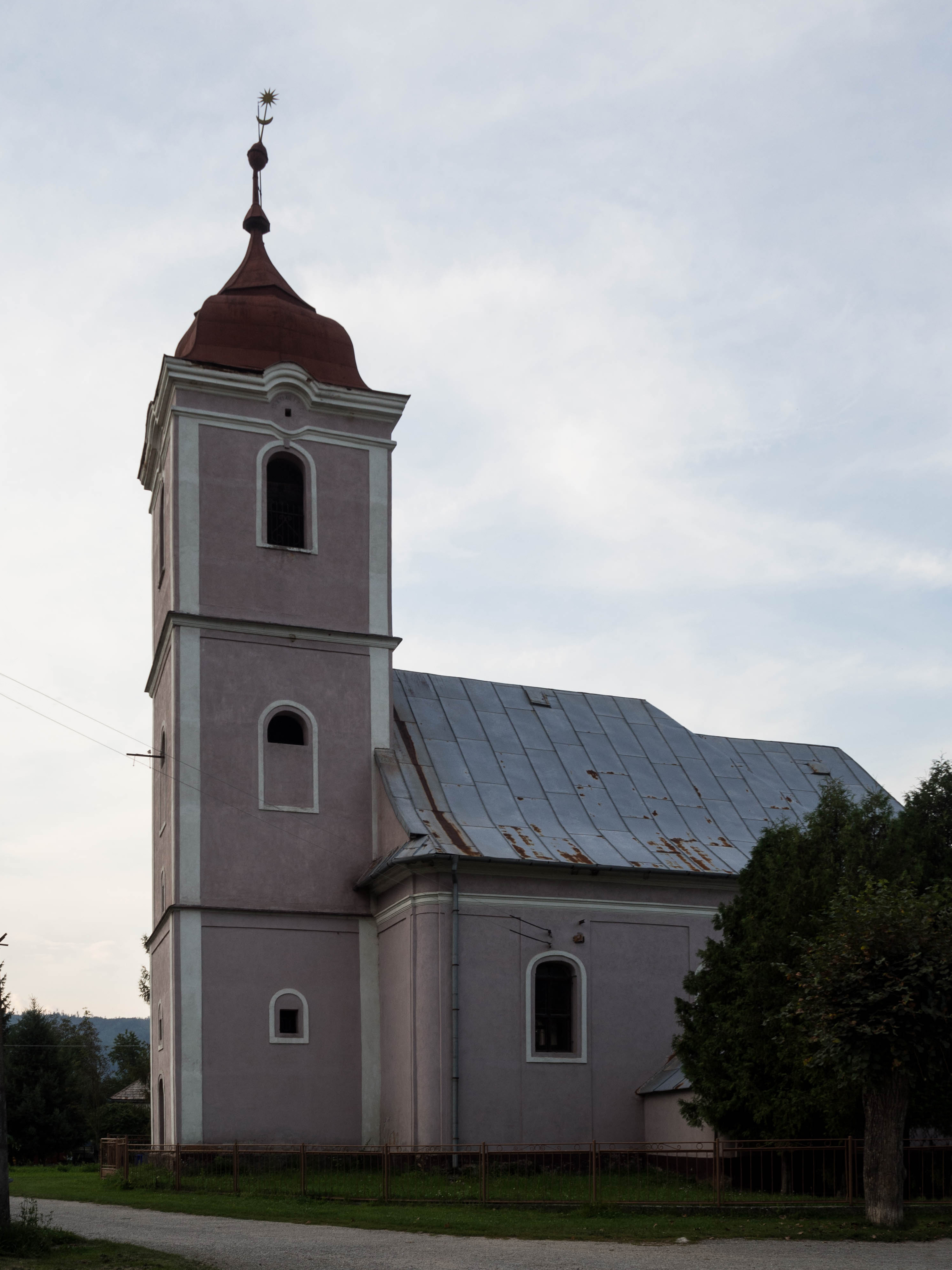
Evangelický kostel
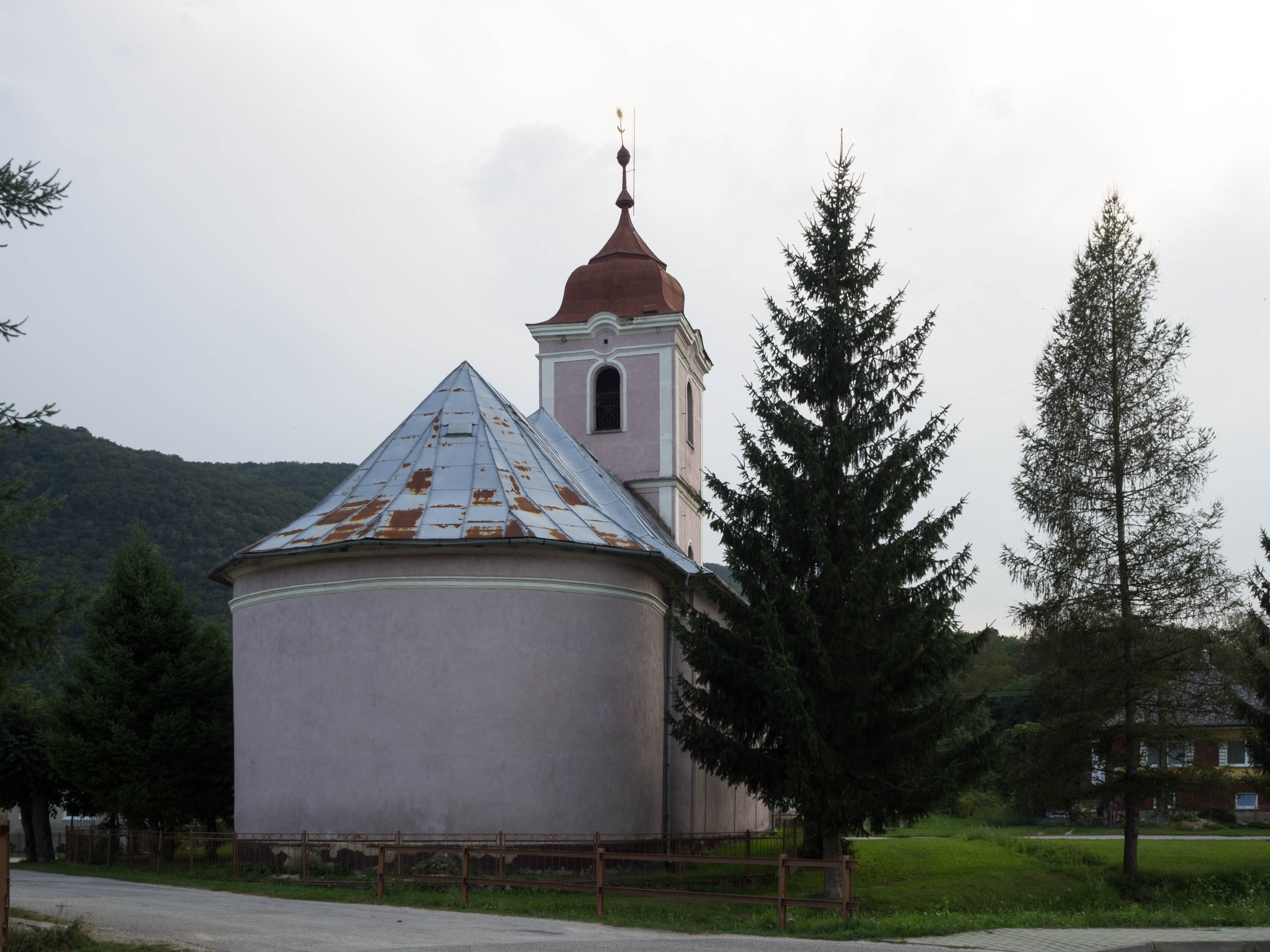
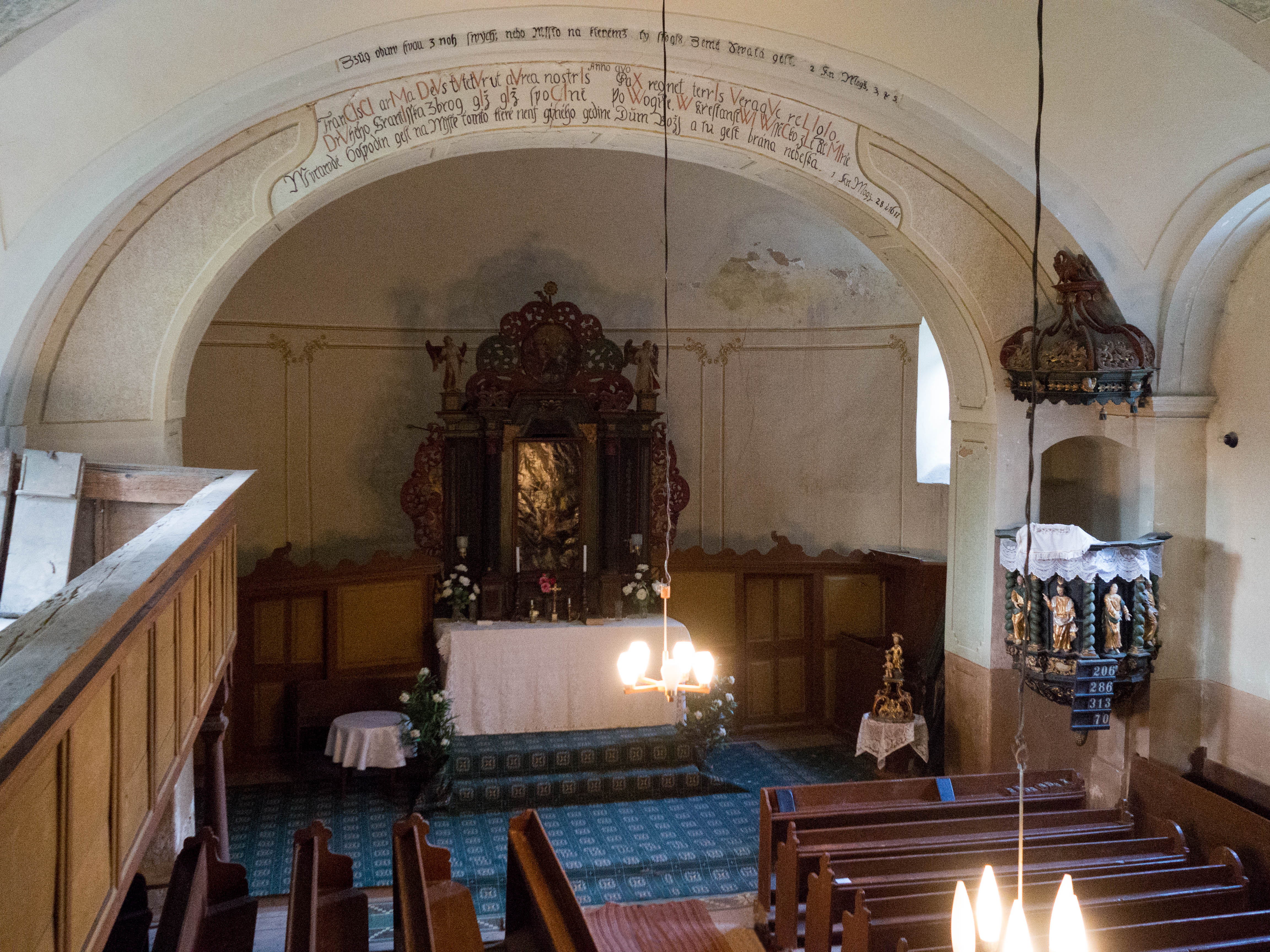
Interiér kostela
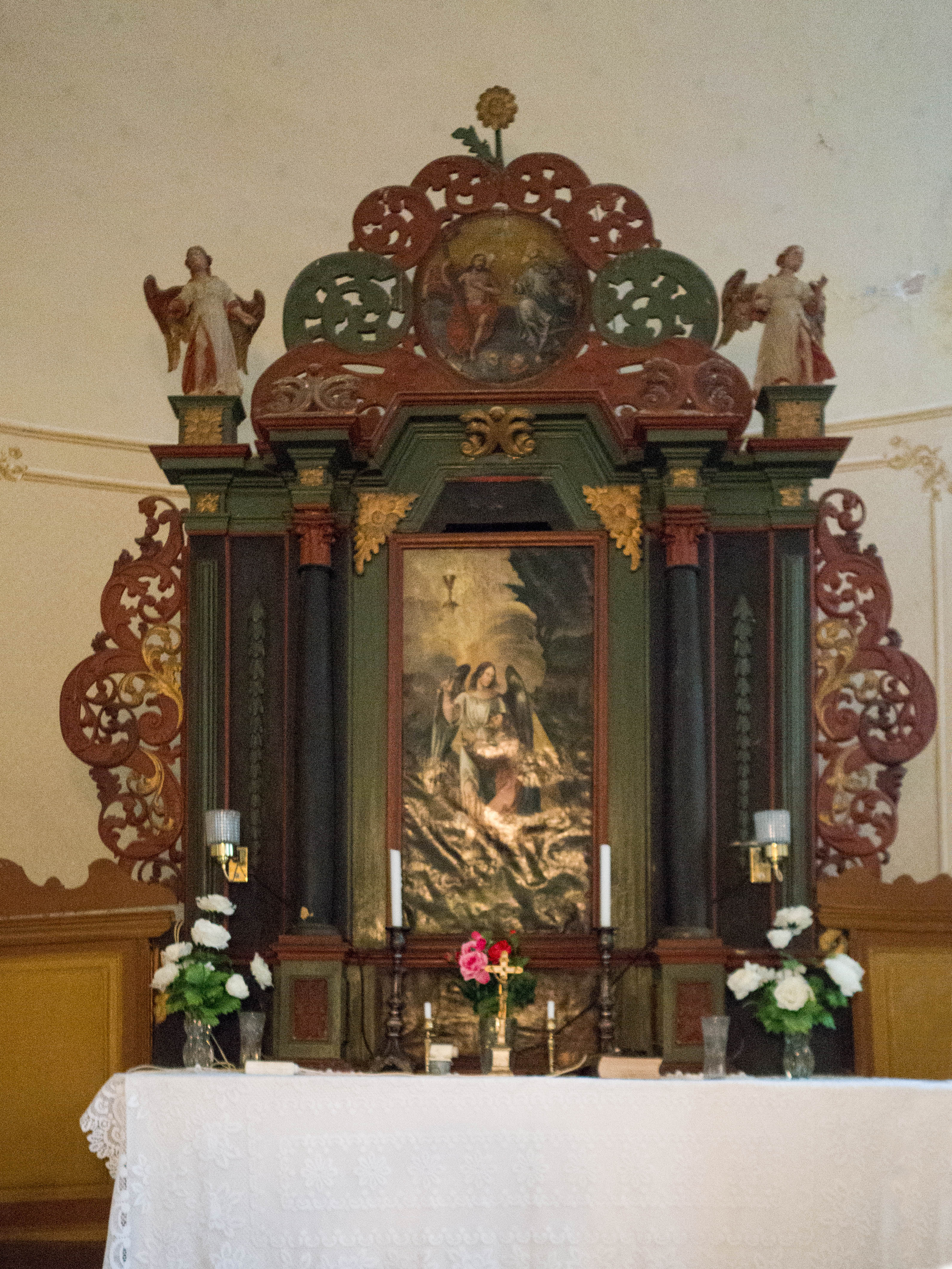
Pozdně barokní oltář

## Osobnosti obce

### Rodáci
- Július Botto (* 1848 - † 1926), historik, pedagog, advokát, církevní historik, publicista, překladatel a kulturní činitel.